# Coup de foudre à Miami
Pour les articles homonymes, voir Moon Over Miami.
Coup de foudre à Miami (Moon Over Miami) est une série télévisée américaine en treize épisodes de 50 minutes, créée par Allan Arkush dont seulement dix épisodes ont été diffusés entre le 15 septembre et le 1er décembre 1993 sur le réseau ABC.
En France, la série a été diffusée à partir entre le 12 mai 2001 et le 2 janvier 2002 sur Série Club.

## Synopsis
Walter Tatum, charmant détective privé, doit travailler avec Gwen Cross, une riche héritière.

## Fiche technique
- Réalisation : Allan Arkush et Harley Peyton
  - Réalisation d'un épisode chacun : Paris Barclay, James Hayman, Melanie Mayron, Lorraine Senna et Burt Brinckerhoff
- Scénario : Art Monterastelli, Henry Bromell, Mark B. Perry et Harley Peyton
- Musique : Delfeayo Marsalis
- Production : Gareth Davies
- Production exécutive : Harley Payton et Allan Arkush
- Maisons de production : ABC Productions, Columbia Pictures Television et Harley Payton TV

## Distribution
- Billy Campbell : Walter Tatum
- Ally Walker : Gwen Cross
- Marlo Marron : Billie
- Agustin Rodriguez : Tito

## Épisodes
1. Titre français inconnu (Pilot)
2. Titre français inconnu (A Missing Person)
3. Titre français inconnu (My Old Flame)
4. Titre français inconnu (Farewell My Lovelies)
5. Titre français inconnu (Cinderello)
6. Titre français inconnu (Black River Bride)
7. Titre français inconnu (If You Only Knew)
8. Titre français inconnu (Careless Dentist Blues)
9. Titre français inconnu (Quiero Vivir)
10. Titre français inconnu (In a Safe Place)
11. Titre français inconnu (Memory Man)
12. Titre français inconnu (Small Packages)
13. Titre français inconnu (Watching the Detectives)